# Mujer cautiva

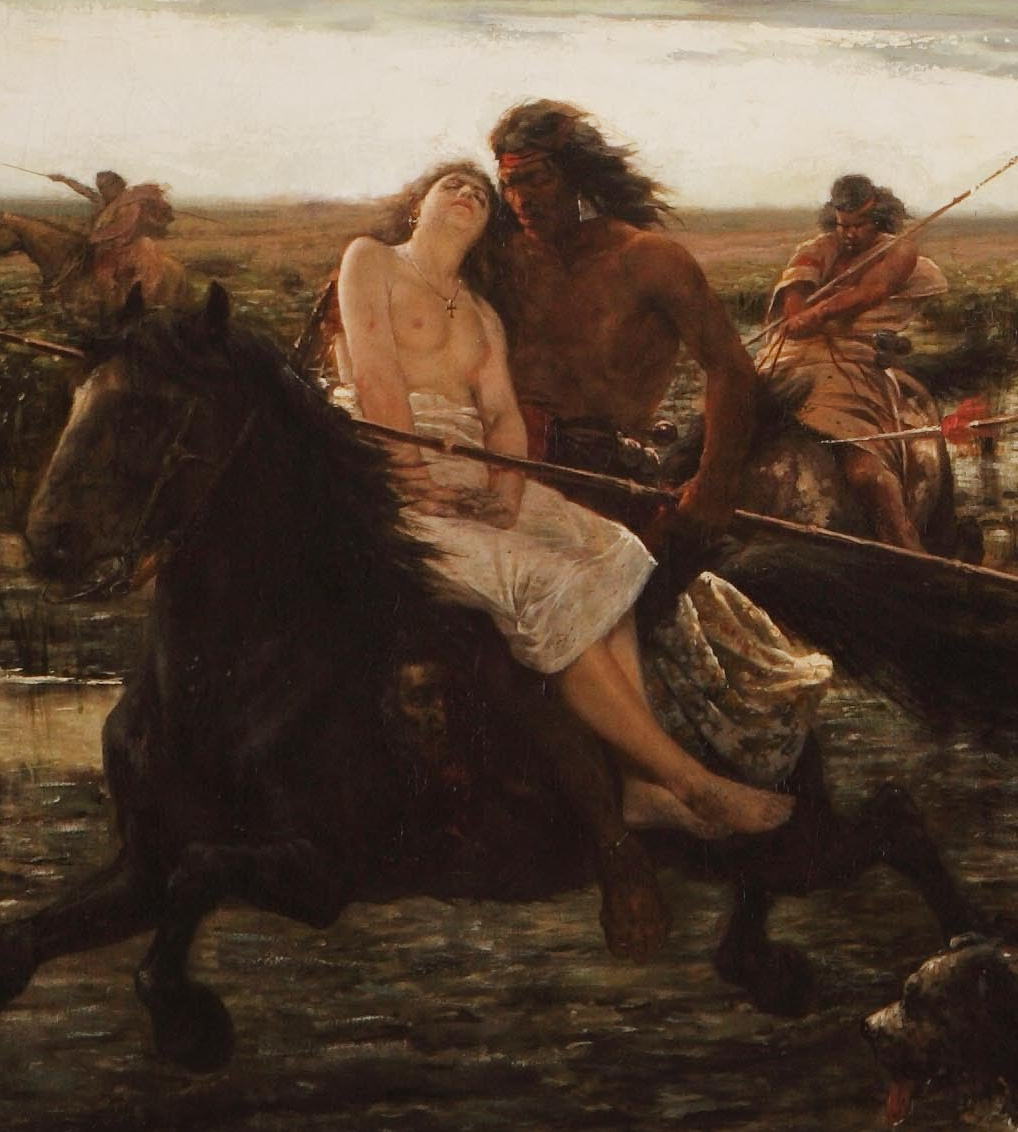
Detalle de La vuelta del malón (1892) por Ángel Della Valle.

Mujer cautiva o simplemente la cautiva, es el nombre con que se conoce en Chile y Argentina a las mujeres raptadas como botín en acciones militares y de pillaje, práctica que fue habitual entre los siglo XVI al XIX en el marco de la Guerra de Arauco, la Guerra a Muerte, la Pacificación de la Araucanía y la conquista de las Pampas. 

## Antecedentes

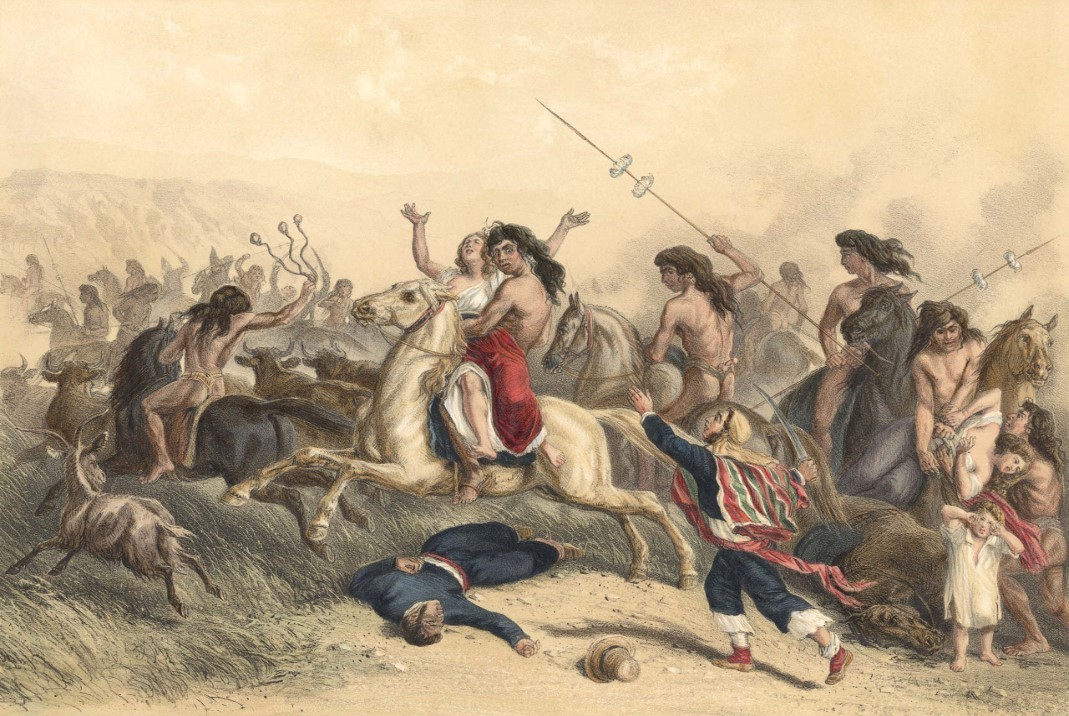
El malón (1845) por Mauricio Rugendas.

El rapto de mujeres fue una práctica ocupada principalmente por grupos de la etnia mapuche en contra de las poblaciones españolas, y luego chilenas y argentinas, como parte de los llamados malones. El malón fue una táctica militar ofensiva empleada por los indígenas de Sudamérica, como por las etnias mapuche y charrúas en los actuales territorios de Argentina, Uruguay y Chile, que consistía en el ataque rápido y sorpresivo de una nutrida partida de guerreros a caballo contra un grupo enemigo, ya fueran otros pueblos o parcialidades indígenas, o poblaciones, fortificaciones y estancias de los criollos, con el objetivo de matar adversarios y saquear para hacerse con ganado, provisiones y prisioneros, sobre todo mujeres jóvenes y niños.

## Representación en el arte
El rapto de mujeres españolas y luego criollas fue una práctica habitual en los llamados malones que las poblaciones indígenas acometieron contra la sociedad española y luego chilena desde muy temprano. Las noticias vagas de la incierta vida de estas mujeres entre las sociedades indígenas, dieron origen a leyendas cargadas de exotismo, que cautivaron la fascinación de escritores y pintores. Así fue el caso de Raymond Monvoisin, autor de una de las famosa pintura que muestra el cautiverio de Elisa Bravo. Por su parte la historia de Trinidad Salcedo fue recogida por el escritor inglés Thomas Sutcliffe, en su obra "Sixteen years in Chili and Peru: from 1822 to 1839", fue a través de esta obra que la historia fue conocida por Juan Mauricio Rugendas quien dedicó varias pinturas y dibujos a esta historia.

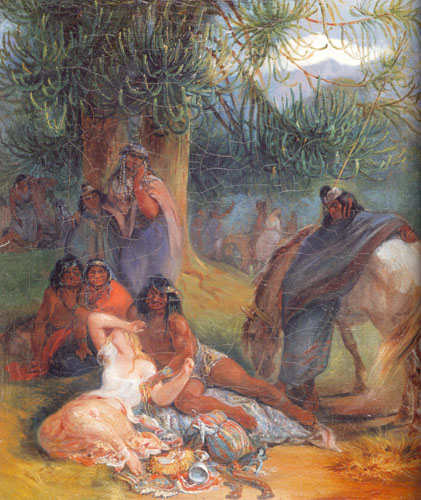
El rapto de Trinidad Salcedo por Mauricio Rugendas.
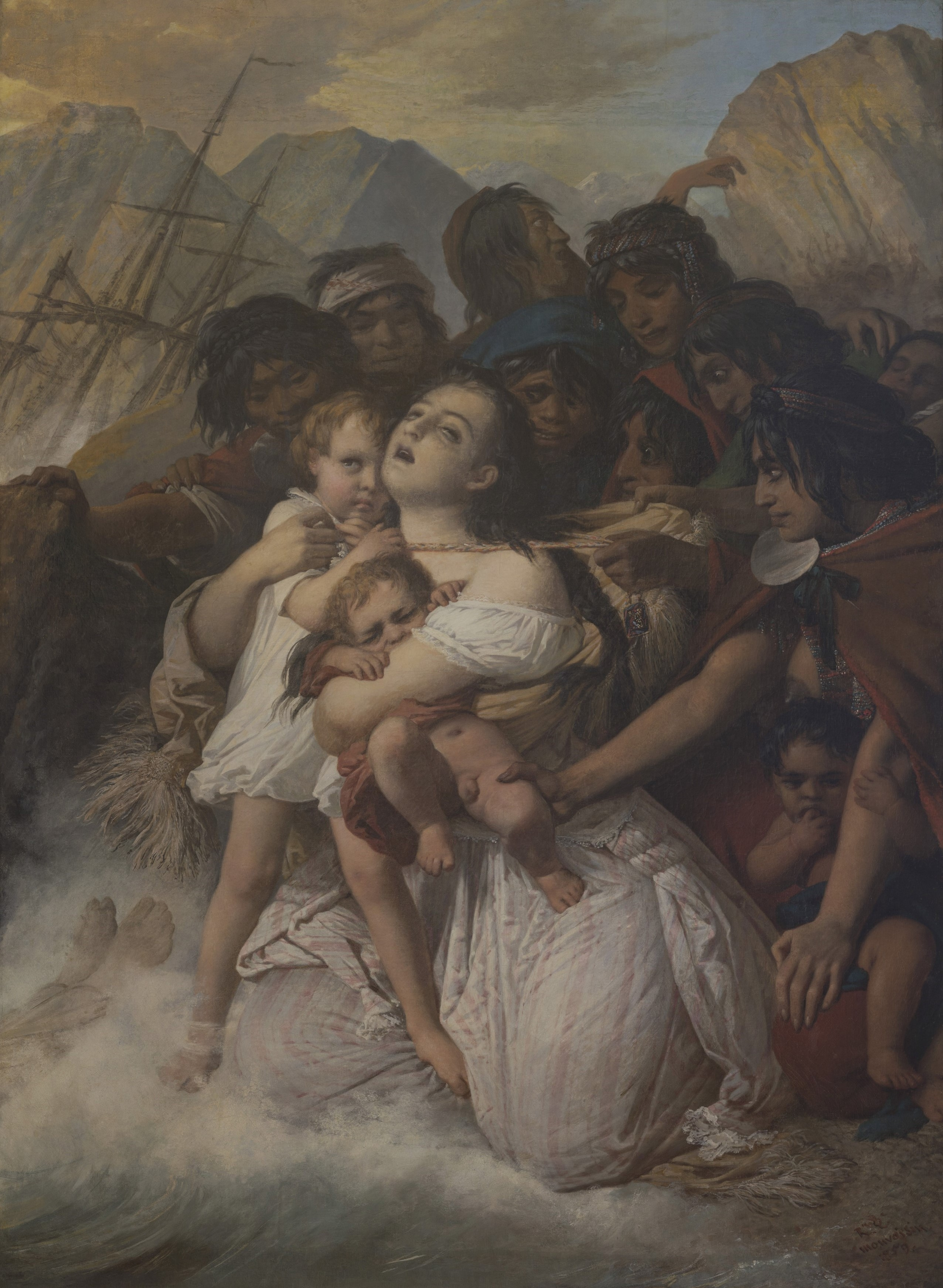
Naufragio del «Joven Daniel» por Raymond Monvoisin, 1859.
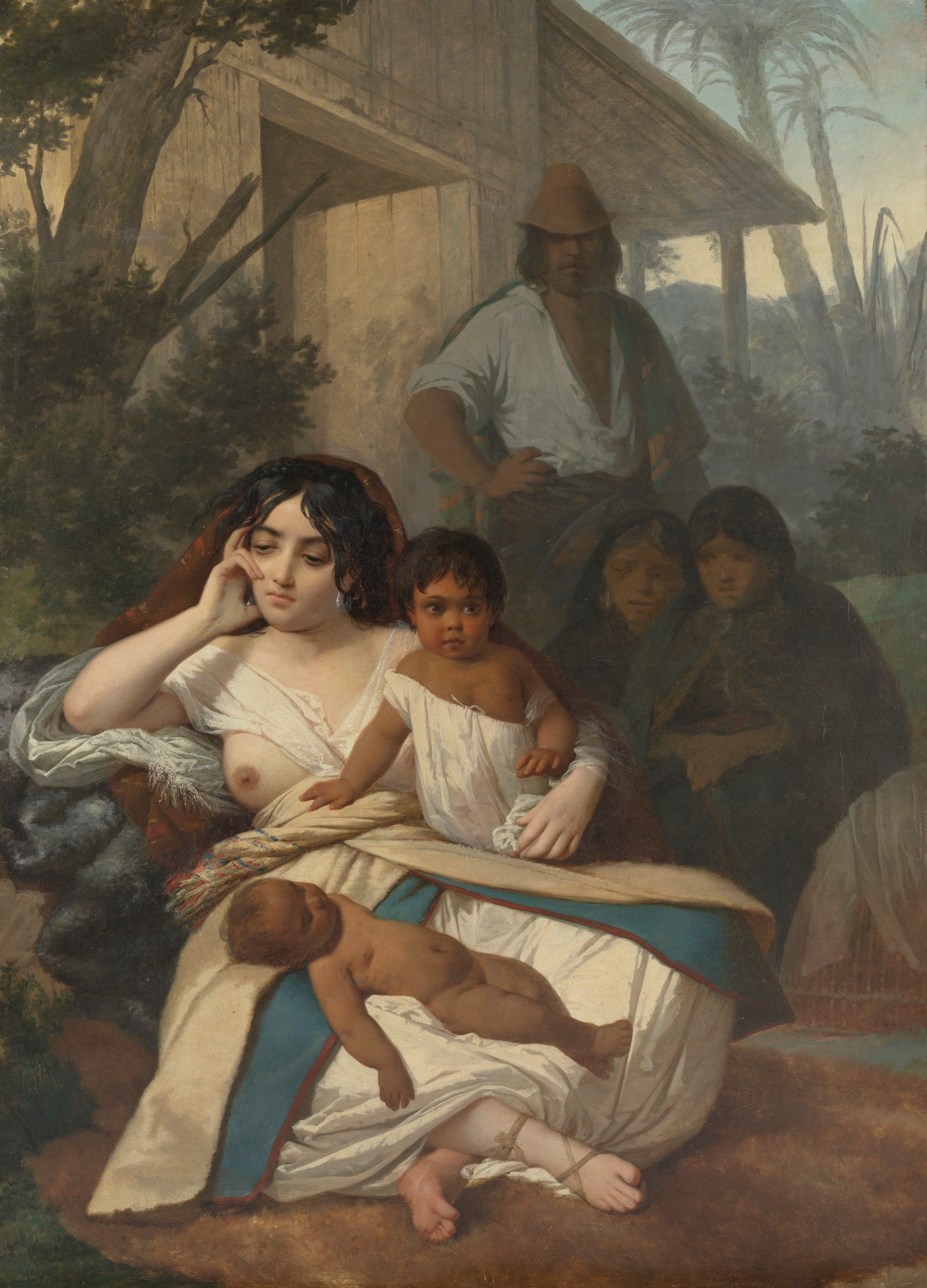
Elisa Bravo Jaramillo de Bañados, mujer del cacique o Elisa Bravo en cautiverio por Raymond Monvoisin,1858.